# پرچم سومالی‌لند
پرچم سومالی‌لند (به سومالیایی: Calanka Soomaaliland؛ به عربی: علم صومالیلاند) در ۱۴ اکتبر ۱۹۹۶ به تصویب رسید. این پرچم از سه رنگ تشکیل شده است. سبز، سفید و قرمز، با یک ستاره سیاه در مرکز قرار دارد. بر روی نوار سبز، شهادتین به خط خوشنویسی سفید وجود دارد.
قانون اساسی سومالی‌لند، همان‌طور که در ۳۱ مه ۲۰۰۱ توسط همه‌پرسی تصویب شد، در ماده ۷ بیان می‌کند که «پرچم جمهوری باید از سه بخش افقی، موازی و مساوی تشکیل شده باشد، بخش بالایی که به رنگ سبز و حک شده است. در میان آن به رنگ سفید نوشته شده است هیچ معبودی جز خدا نیست و محمد پیامبر خدا است (به عربی: لا إله إلاَّ الله محمد رسول‌الله)؛ قسمت میانی سفید و در مرکز آن ستاره‌ای سیاه است و قسمت پایینی آن قرمز رنگ است.»